# Uropeltis broughami
Uropeltis broughami är en ormart som beskrevs av Beddome 1878. Uropeltis broughami ingår i släktet Uropeltis och familjen sköldsvansormar. Inga underarter finns listade i Catalogue of Life.
Arten är bara känd från två mindre områden i distriktet Madurai i södra Indien. Utbredningsområdet är kulligt. Sedan 1940-talet iakttogs inga fler exemplar. Det är inget känt om artens levnadssätt och populationens storlek. IUCN listar Uropeltis broughami med kunskapsbrist (DD).